# AMC 1935
AMC 1935 (Renault ACG1) – francuski czołg lekki kawalerii z okresu II wojny światowej, skonstruowany przez firmę Renault, powstały jako następca czołgu AMC 1934. Nosił oficjalne oznaczenie wojskowe Automitrailleuse de Combat Mle.1935, najczęściej skracane jako AMC-35, lecz znany był także pod oznaczeniem fabrycznym ACG1. Oprócz Francji czołgi te używane były pod oznaczeniem ACG1 przez Belgię.

## Historia
Czołg AMC-35 miał być następcą niezbyt udanego czołgu AMC-34. Projekt miał uwzględniać nowe wymagania postawione 26 czerwca 1934 r. dla czołgu mającego być podstawowym pojazdem pancernym jednostek kawalerii oraz wyeliminować wady poprzednika. Jednak prace nad Renault ACG1 (oznaczenie fabryczne) rozpoczęły się w 1934 r. jeszcze na podstawie starych wymagań z 1931 r., według których powstał AMC-34. Nowe wymagania i równoległe prace nad prototypem lekkiego czołgu piechoty Renault ZM (R-35) wydłużyły czas oddania do prób prototypu ACG1. Pierwszy prototyp był gotowy w marcu 1936 r. Miał zamontowaną dwuosobową wieżę APX-2 (Ateliers de Puteaux) z półautomatyczną armatą 25 mm SA RF (Région Fortifée). Była to forteczna odmiana podstawowej broni przeciwpancernej armii francuskiej z tego okresu – armaty przeciwpancernej 25 mm SA Mle.34. Z armatą sprzężony był karabin maszynowy Reibel Mle.31 (MAC 31) kalibru 7,5 mm. W wieży zastosowano starszy typ peryskopów dwuocznych systemu „Ballanda”. Silnik był modyfikacją silnika użytego w czołgu Char B1. Modyfikacja polegała na zmniejszeniu liczby cylindrów o 2 sztuki, co spowodowało skrócenie silnika. Zawieszenie i układ jezdny były takie same jak w czołgu Renault ZM i podobne do czołgów Renault ZT. Pancerz był wykonany z walcowanych płyt pancernych łączonych śrubami. Wkrótce czołg został przezbrojony w nową armatę półautomatyczną SA 35 kalibru 47 mm. Wynikało to ze zbyt małej produkcji armat fortecznych kalibru 25 mm.

## Produkcja
Pierwsze zamówienie na czołgi ACG-1 zostało być może złożone już w momencie zamawiania 12 czołgów AMC-34. W późniejszym czasie, po zakończeniu prób w listopadzie 1936 r., zwiększono zamówienie do 50 pojazdów.
Wkrótce po otrzymaniu zamówień zaczął się okres upaństwowienia firmy Renault (działała od tej pory pod nazwą AMX – Atelier de Construction d’Issyles-Molineaux). W związku z tym wydarzeniem nastąpiły opóźnienia w produkcji, tym większe, że pierwszeństwo w produkcji otrzymał czołg R-35, na który to firma miała dużo większe zamówienia. Pierwszy czołg przekazano francuskiej kawalerii dopiero 1 listopada 1938 r. W tym czasie kawaleria eksploatowała już dwa inne typy H-35 i S-35, dlatego też zrezygnowano z wprowadzenia kolejnego typu do uzbrojenia i czołgi AMC-35 zmagazynowano. Ostatecznie wyprodukowano tylko 49 czołgów dla kawalerii francuskiej, w tym być może dwa prototypy. Dalsze 10 czołgów wyprodukowano dla Belgii. Niektóre publikacje mówią o 50 wyprodukowanych pojazdach (35 dla Francji i 15 dla Belgii), lub nawet 100 (25 dla Belgii i 75 dla Francji).

## Wersje
ACG2 lub ACGK był to prawdopodobnie tylko projekt działa samobieżnego uzbrojonego w armatę 75 mm. Pojazd miał działać w duecie z ACG1, którego zadaniem miało być niszczenie celów opancerzonych przy pomocy armaty SA RF kalibru 25 mm. ACGK miał pełnić rolę wsparcia ogniowego oddziałów w walce. Prawdopodobnie nie powstał nawet prototyp.
Powstał też pojazd specjalny do zadymiania. Na podwoziu ACG1 pozbawionym wieży zamontowano urządzenie zadymiające Titania AM500. Po próbach zrezygnowano z produkcji.

## Użytkownicy
- Francja

W momencie ataku niemieckiego 10 maja 1940 r. armia francuska posiadała w składach 47 czołgów AMC-35. Czołgi te zostały wykorzystane w tworzonych od 10 maja 1940 r. grupach wydzielonych kawalerii (Groupes – Francs de Cavalerie). Każdy oddział miał w składzie, sekcję dowodzenia, pluton pojazdów klasy AMD (Automitrailleuse de Découverte – typowo AMD 35), pluton motocyklistów, dwie sekcje karabinów maszynowych, pluton przeciwpancerny (2 działa). Spośród pięciu stworzonych Groupes – Francs de Cavalerie, w trzech zamiast pojazdów AMD wykorzystano czołgi AMC-35. Była to m.in. 1er Groupe-Franc de Cavalerie walcząca w rejonie Saumur.
- Belgia

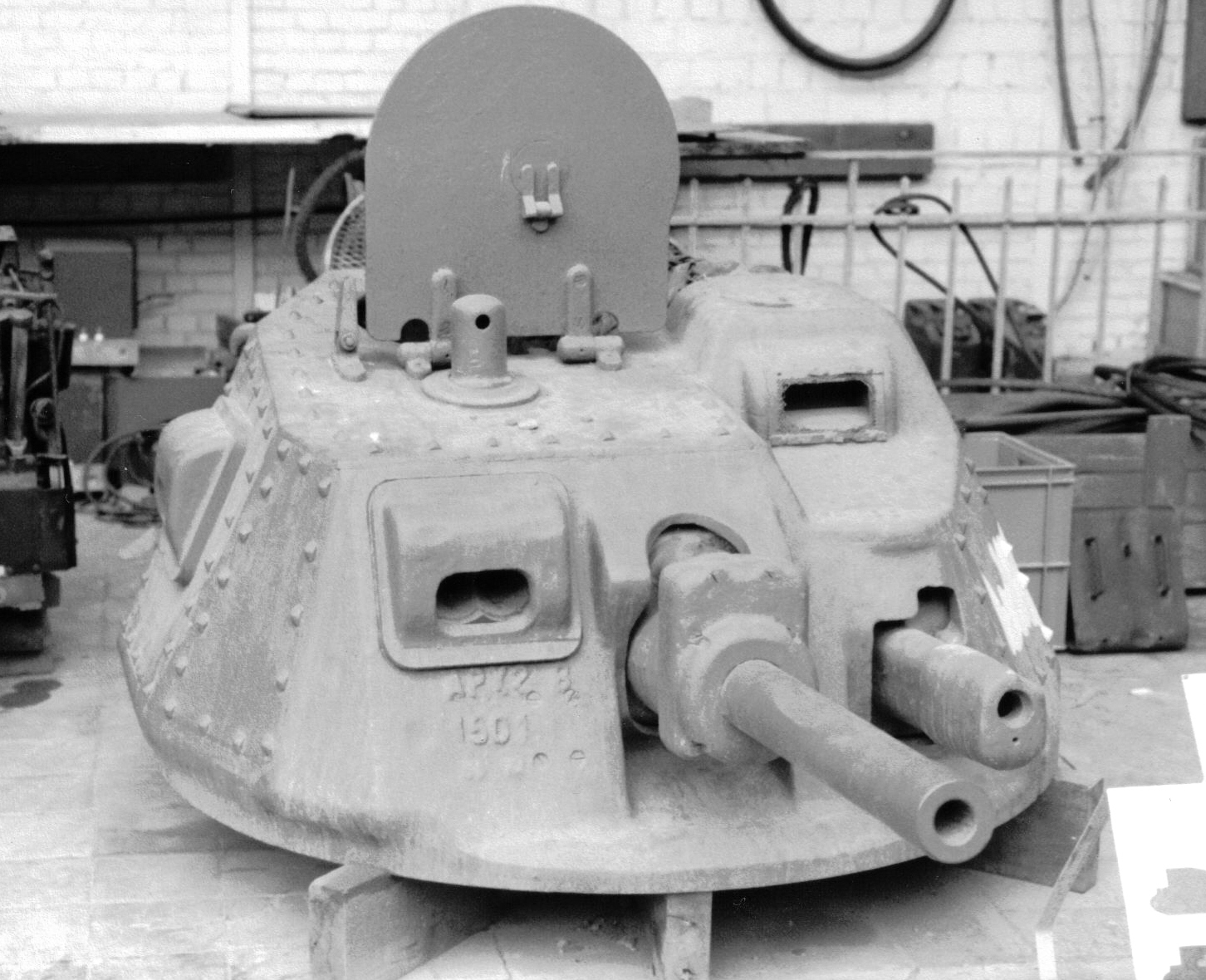
Wieża AMC-35 zachowana w Muzeum w Brukseli

Decyzję o zakupie czołgów AMC-35 Belgowie podjęli w 1937 r. Pierwszy czołg (nr 803) testowano już w czerwcu 1937 roku, po czym zwrócono. Zgodnie z wymaganiami, zmieniono uzbrojenie pojazdów na belgijskie. W zmodyfikowanej wieży APX-2B zamontowano armatę przeciwpancerną FRC C47 kalibru 47 mm i karabin maszynowy Hotchkiss kalibru 7,65 mm (starsze publikacje błędnie podawały kaliber 13,2 mm). Początkowo planowano zamówienie 25 czołgów i tyle też zamówiono wież, lecz ostatecznie ograniczono liczbę czołgów do 10. Czołgi i wieże były dostarczane osobno i montowane w zakładach Carels w Gandawie. 9 nowych czołgów dostarczono w trzech partiach między marcem a sierpniem 1939, ponadto ponownie dostarczono czołg nr 803. Ponieważ czołgi były uważane za broń ofensywną, a Belgia nie chciała podawać w wątpliwość swojej neutralności, Belgowie zaklasyfikowali je jako „ciężkie samochody pancerne” (Autos blindés lourds).
1 września 1939 r. utworzono samodzielny Escadron d’Auto-blindés du Corps de Cavelerie. Tworzyło go 8 sprawnych czołgów. Pozostałe 2 nadawały się do remontu. W czasie walk w maju 1940 r. 4 czołgi zostały zniszczone przez ogień niemieckiej artylerii przeciwpancernej (803, 807, 814, 829), 2 porzucone i zniszczone (?) przez własne załogi.
- Niemcy

Niemcy zdobyli nieustaloną liczbę czołgów AMC-35 we Francji i Belgii. Było to prawdopodobnie kilka sztuk. Czołgi otrzymały oznaczenie PzKpfw AMC 738(f) lub (b). Kilka wież zostało użytych w fortyfikacjach Wału Atlantyckiego na terenie Belgii i Holandii. Dwa czołgi testowano na poligonie w Kummersdorfie, a po testach zostały złożone w magazynie zdobycznego sprzętu pancernego przyszłego Niemieckiego Muzeum broni Pancernych w Szczecinie-Dąbiu „Altdamm”, gdzie dotrwały do początku 1945 roku wraz z innymi zdobycznymi czołgami i pojazdami pancernymi. Oba pojazdy zostały wykorzystane bojowo i brały udział w walkach na pozycjach obronnych Dąbia i Kijewa w marcu 1945 roku, w 2010 r. odnaleziono ich szczątki w miejscach, gdzie zostały utracone.